# Ала Немеренко
Ала Немеренко (на румънски: Ala Nemerenco) е молдовска политичка и лекарка. От 6 август 2021 г. е министърка на здравеопазването на Молдова. От 24 декември 2020 г. е изпълняваща длъжността съветник на президента на Молдова в областта на здравеопазването. Била е министър на здравеопазването, труда и социалната закрила на Молдова (2019), заместник-председателка на Общинския съвет на Кишинев (2015 – 2019). През 2010 г. е наградена с орден „Трудова слава“. Владее румънски, руски, английски и френски език. Тя е автор на около 50 статии и научни трудове, публикувани в страната и чужбина, включително 11 учебника, ръководства и насоки.

## Биография
Родена е на 21 август 1959 г. в село Солонец, Молдавска ССР, СССР. Завършва гимназия в град Фълещ. През 1976 г. постъпва в медицинския факултет на Кишиневския държавен медицински институт, който завършва през 1982 г. От 2003 до 2007 г. учи докторантура в Държавния университет по медицина и фармация „Николае Тестемицану“, защитава докторска дисертация и получава магистърска степен по социална медицина и мениджмънт.
От 1982 до 1985 г. тя работи като общопрактикуващ лекар в Републиканската клинична болница, след това в общинска клиника № 8 (днес Център за семейни лекари № 7) и общинска болница № 2. През 1995 г. става завеждащ терапевтично отделение, през 1998 г. става заместник главен лекар на териториалната медицинска асоциация на централния сектор. От 2000 до 2002 г. е заместник-ръководител на отдел Организация на дейността на Университетската клиника по първична здравна помощ към Държавния университет по медицина и фармакология „Николае Тестемицану“. От 2002 до 2012 г. и от 2015 до 2016 г. е директор на Университетска клиника по първична здравна помощ. През 2005 г. става доцент в Училището по управление на общественото здраве към Държавния университет по медицина и фармакология.
От 2012 до 2015 г. е ръководителка на проекти в седалището на Световната здравна организация (СЗО).
През 2016 г. става съветник на министъра на здравеопазването на Румъния – Влад Войкулеску. От 2017 до 2019 г. е консултант в Швейцарския институт по обществено здраве и тропически болести и немската консултантска компания GFA Consulting Group. През 2018 г. става консултант на Световната здравна организация.
На местните избори през 2015 г. тя е избрана за общинска съветничка в Кишинев. Става председател на комисията по социална защита, здравеопазване, образование, култура, медии и междуетнически отношения.
На 8 юни 2019 г. е назначена за министър на здравеопазването, труда и социалната закрила на Молдова в правителството на Мая Санду. На 12 ноември парламентът на Молдова изразява вот на недоверие на правителството.
На 24 декември 2020 г. тя е назначена за съветник на президента Мая Санду в областта на здравеопазването.
На 5 февруари 2021 г. е предложена за кандидат за министър на здравеопазването, труда и социалната защита в правителството на Наталия Гаврилица, като на 3 август е одобрена за министър на здравеопазването в правителството на Гаврилица. Парламентът на Молдова съставя правителството на 6 август и тя заема тази длъжност.